# Воробьёво (Тёмкинский район)
Воробьево — деревня в Тёмкинском районе Смоленской области России. Входит в состав Аносовского сельского поселения. Население — 32 жителя (2007 год). 
Расположена в восточной части области в 21 км к северо-западу от Тёмкина, в 21 км южнее автодороги М1 «Беларусь», на берегу реки Жижала. В 8 км южнее деревни расположена железнодорожная станция Жижало на линии Вязьма — Калуга. 

## История
В годы Великой Отечественной войны деревня была оккупирована гитлеровскими войсками в октябре 1941 года, освобождена в марте 1943 года.